# Daniel Lascau
Daniel Lascau (Oradea, Rumanía, 15 de mayo de 1969) es un deportista alemán que compitió en judo. Ganó una medalla de oro en el Campeonato Mundial de Judo de 1991, en la categoría de –78 kg.

## Palmarés internacional
| Campeonato Mundial | Campeonato Mundial | Campeonato Mundial | Campeonato Mundial |
| Año                | Lugar              | Medalla            | Categoría          |
| ------------------ | ------------------ | ------------------ | ------------------ |
| 1991               | Barcelona (España) | Medalla de oro     | –78 kg             |